# Leptobrachium huashen
Espèce
Statut de conservation UICN

 LC  : Préoccupation mineure
Leptobrachium huashen  est une espèce d'amphibiens de la famille des Megophryidae.

## Répartition
Cette espèce se rencontre :
- dans l'État Kachin en Birmanie ;
- dans la province du Yunnan en République populaire de Chine.

Sa présence est incertaine en Viêt Nam et au Laos.

## Publication originale
- Fei, Ye, Jiang, Xie & Huang, 2005 : An Illustrated Key to Chinese Amphibians. Sichuan Publishing House of Science and Technology, Chongqing, p. 253-255.